# Michael van Praag

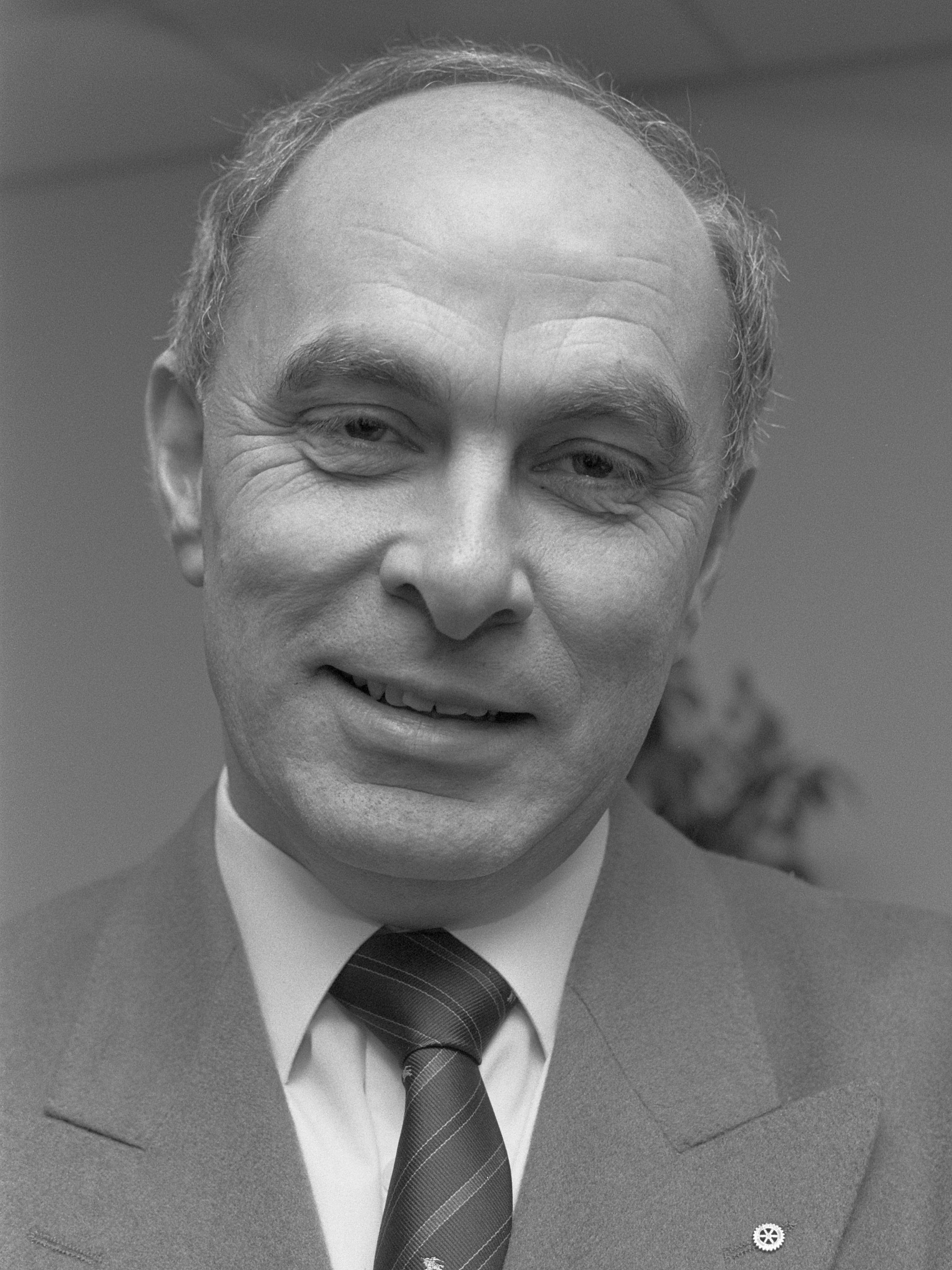
Michael van Praag (1989)

Michael van Praag (* 28. September 1947 in Amsterdam) ist ein niederländischer Sportfunktionär und ehemaliger Fußballschiedsrichter.
Michael van Praag war von 1963 bis 1979 als Schiedsrichter aktiv. Von 1989 bis 2003 war er Präsident von Ajax Amsterdam und von 2008 bis Dezember 2019 war er Präsident des Königlichen Niederländischen Fußballbunds. 2009 wurde er in das UEFA-Exekutivkomitee gewählt.
Van Praag kandidierte 2015 für das Amt des FIFA-Präsidenten gegen Amtsinhaber Sepp Blatter, mit dem Ziel die seit Jahren von Korruptionsvorwürfen überschattete FIFA zu reformieren und nach einer Amtszeit abzutreten, und wurde darin von den Mitgliedern der UEFA unterstützt. Er zog seine Kandidatur jedoch wenige Tage vor der Wahl zurück, um die Chancen für eine Abwahl Blatters zu steigern. Nach Blatters Wiederwahl und seinem kurz darauf folgenden Rücktritt wurde van Praag zu den möglichen Nachfolgern gezählt; stattdessen traten jedoch Michel Platini bzw. sein Ersatzkandidat Gianni Infantino für die UEFA-Mitgliedsländer bei der Wahl an. Im September 2016 stellte van Praag sich nach der Suspendierung von Amtsinhaber Platini zur Wahl des neuen Präsidenten der UEFA, unterlag aber dem Slowenen Aleksander Čeferin. Seit Oktober 2023 ist van Praag Aufsichtsratsvorsitzender von Ajax Amsterdam.